# Uromonia flaviventris
Uromonia flaviventris là một loài ong trong họ Melittidae. Loài này được Benoist miêu tả khoa học đầu tiên năm 1964.